# Якобея морская
Якобея морская, или Якобея приморская (лат. Jacobaea maritima), или Крестовник пепельный, или Цинерария приморская (устаревшие синонимы) — кустарник или полукустарник, вид рода Якобея (Jacobaea) трибы Крестовниковые (Senecioneae) семейства Астровые (Asteraceae). До недавнего времени растение относили к роду Крестовник (Senecio). Отличительная особенность растения — наличие на его листьях плотного войлочного серебристого опушения.

## Название
Научное латинское название рода, по всей видимости, дано в честь одного из 12 апостолов, Иакова (Иакова Зеведеева, Иакова старшего).
Научный видовой эпитет имеет значение «морской, приморский, имеющий отношение к морю» и происходит от лат. mare («море»). По всей видимости отражает преимущественное распространение дикорастущих растений вдоль побережья Средиземного моря.
Русскоязычное родовое название является транслитерацией латинского, видовой эпитет — смысловым переводом латинского.
Ввиду многочисленных изменений классификации и таксономического положения вида, растение часто встречается в литературе и интернет-источниках под устаревшими синонимичными названиями, например, крестовник цинерария, пепельный и (при)морский, или цинерария (при)морская и серебряная.

## Биологическое описание
Вечнозелёный карликовый кустарник или полукустарник 25-50(-100) см. Стебли обильноветвящиеся у основания, иногда и в верхней части. Крепкие, с густым бело-войлочным опушением.
Листья простые, покрыты плотным серым (серебристо-серым, серебристо-белым) опушением. Собраны в основном у основания цветоносных побегов и формирующих розетки на нецветущих побегах. Пластинки 4-15 х 2,5-7 см, от овальных до овально-ланцетовидных (лировидная форма не встречается), от зубчатых до глубоко дважды перисто-рассеченных с продолговатыми тупыми конечными долям. Стеблевые листья сходны с прикорневыми, по направлению кверху постепенно уменьшающиеся и менее рассеченные (просто перистые)
Соцветия — многочисленные корзинки 12-15 мм в диаметре, в плотных компактных щитках. Листочки обёртки 5-8 мм, с дополнительными прицветниками (до 5 шт.), как и другие части растения, покрыты серым опушением. Язычковые цветки 10-13 шт., 3-6 мм длиной, как и трубчатые цветки горчично-жёлтой окраски. Цветоножки короткие.
Плод — голая цилиндрическая семянка 1,5 мм длиной, хохолок буроватый. В средней полосе России цветение июнь-июль, плодоношение август-сентябрь. Растения первого года развития обычно не цветут.
Хромосомное число 2n=40.

## Распространение
В диком виде растение распространено в западной и центральной частях Средиземноморья, на восток до Греции. Встречается большей частью на скалистых морских побережьях, каменистых и песчаных местах.
Широко используется в городском озеленении, особенно в странах Европы, в качестве серебристо-серого фона для ярко окрашенных цветущих растений, нередко культивируется как однолетнее растение. Натурализовался из культуры в Западной Европе. На территории бывшего СССР упоминается как заносной вид в Крыму, а также в Ленинградской области.
|  |
|  |

## Химический состав
Стебли и листья растения содержат сенецифиллин (13,19-дидегидро-12-гидроксисенеционан-11,16-дион) — алкалоид из группы пирролизидиновых алкалоидов, сильный мышечный релаксант, подобный яду кураре.

## Использование, культивирование
Растение активно используется в садоводстве для обрамления клумб с целью контрастного оттенения (фона) для красивоцветущих ярко окрашенных растений, особенно имеющих красные, розовые или пурпурные цветки. Среди растений, которые часто сажают рядом с крестовником пепельным — различные виды шалфея, бегонии и пеларгонии. При выращивании в качестве однолетников растения обычно не цветут.
Один из наиболее известных сортов — Jacobaea maritima 'Silver Dust' с кружевными листьями, покрытыми настолько плотным серебристым войлочным опушением, что они выглядят почти белыми.

### Агротехника
В открытом грунте растение пригодно для выращивания в зонах морозостойкости с 8 по 11.
Для выращивания растения лучше всего подходят полутенистые участки с плодородной, хорошо дренированной почвой.
Размножение — семенами, которые сажают в феврале-марте в рассадные ящики, слегка присыпая мелкозернистым песком. Сверху кладут стекло и ставят посадочную ёмкость в хорошо освещённое место. Всходы появляется через одну-две недели (при температуре +18 ºC). В фазе двух настоящих листьев саженцы пикируют. На постоянное место рассаду высаживают в середине мая. Расстояние между саженцами — 25—30 см. В условиях умеренного и холодного климата растение обычно выращивают как однолетник (в этом случае высота растений не превышает 15—25 см).
Растение устойчиво к воздействию жары и сильных солёных морских ветров, однако плохо переносит длительное переувлажнение почвы.
Крестовник пепельный можно выращивать и как горшечную культуру, в том числе на балконах.

## Классификация

### Таксономия[8]
Jacobaea maritima (L.) Pelser & Meijden, 2005, Heukels' Fl. Nederland : 677
Вид Якобея морская относится к роду Якобея семейства Астровые (Asteraceae) порядка Астроцветные (Asterales). Кладограмма в соответствии с Системой APG IV:
|  |                                      |  |                                   |                                   |                    |  | ещё 10 семейств | ещё 10 семейств |                |  |                         |  | еще 67 подтвержденных и 27 в статусе "непроверенных" видов и инфравидовых таксонов | еще 67 подтвержденных и 27 в статусе "непроверенных" видов и инфравидовых таксонов |  |
|  |                                      |  |                                   |                                   |                    |  | ещё 10 семейств | ещё 10 семейств |                |  |                         |  | еще 67 подтвержденных и 27 в статусе "непроверенных" видов и инфравидовых таксонов | еще 67 подтвержденных и 27 в статусе "непроверенных" видов и инфравидовых таксонов |  |
|  |                                      |  |                                   | порядок Астроцветные              |                    |  |                 |                 | род Якобея     |  |                         |  |                                                                                    |                                                                                    |  |
|  |                                      |  |                                   | порядок Астроцветные              |                    |  |                 |                 | род Якобея     |  | 3 внутривидовых таксона |  |                                                                                    |                                                                                    |  |
|  | отдел Цветковые, или Покрытосеменные |  |                                   |                                   | семейство Астровые |  |                 |                 | Якобея морская |  |                         |  |                                                                                    |                                                                                    |  |
|  | отдел Цветковые, или Покрытосеменные |  |                                   |                                   |                    |  |                 |                 |                |  |                         |  |                                                                                    |                                                                                    |  |
|  |                                      |  | ещё 63 порядка цветковых растений | ещё 63 порядка цветковых растений |                    |  |                 | ещё 1804 рода   | ещё 1804 рода  |  |                         |  |                                                                                    |                                                                                    |  |
|  |                                      |  |                                   | ещё 63 порядка цветковых растений |                    |  |                 |                 | ещё 1804 рода  |  |                         |  |                                                                                    |                                                                                    |  |

### Инфравидовые таксоны
- Jacobaea maritima subsp. bicolor (Willd.) B.Nord. & Greuter
- Jacobaea maritima subsp. maritima (L.) Pelser & Meijden
- Jacobaea maritima subsp. sicula N.G.Passal., Peruzzi & Pellegrino

### Синонимы
- Cineraria canadensis L.
- Cineraria maritima (L.) L.
- Othonna maritima L.
- Senecio bicolo subsp. cineraria (DC.) Chater
- Senecio cineraria
- Senecio cineraria subsp. cineraria
- Senecio cineraria var. bicolor (Willd.) Caruel
- Senecio cineraria var. cineraria
- Senecio coronopifolius var. oasicolus
- Senecio maritimus Rchb.